# گری گریفین
گری گریفین (انگلیسی: Gary Griffin؛ زادهٔ ۱ ژانویهٔ ۱۹۶۰) کارگردان تئاتر  اهل ایالات متحده امریکا است.